# Jean Hixson
Pour les articles homonymes, voir Hixson.
Jean Hixson, née le 30 septembre 1922 à Hoopeston, dans l'Illinois (États-Unis), et morte le 21 septembre 1984, est une enseignante, membre des Women Airforce Service Pilots et du programme Mercury 13. Elle est également la deuxième femme à avoir dépassé Mach 1.

## Jeunesse
Jean Hixson est née à Hoopeston, dans l'Illinois, aux États-Unis. Hixson avait toujours eu la passion d'exceller dans ce qu'elle faisait. Hixson a commencé à suivre des cours de pilotage à 16 ans et a pu obtenir sa licence de pilote à 18 ans. Après avoir obtenu sa licence, Hixson a commencé à s'entraîner avec les Women Airforce Service Pilots (WASP). Pendant la Seconde Guerre mondiale, Hixson a piloté le B-25 Mitchell en tant que pilote d'essai technique. Après la Seconde Guerre mondiale, elle est devenue instructeur de vol à Akron (Ohio). Après des heures, elle a fréquenté l'Université d'Akron et a obtenu un diplôme en enseignement élémentaire et secondaire.
En 1957, Hixson est également la deuxième femme à dépasser la vitesse du son, dans un Lockheed F-94C Starfire volant à plus de 1 350 km/h.
NB : les deux premières femmes à avoir franchi le mur du son sont les deux Jacqueline, Cochran et Auriol, en 1953. Jean Hixson n'est donc pas la deuxième.

## Mercury 13
Mercury 13 est un groupe de femmes qui ont suivi une formation en 1959 pour s'entraîner pour les missions Mercury. Hixson est membre de ce groupe.

## Après Mercury 13
Après avoir été dans le programme Mercury 13, Hixson travaille à la branche Flight Simulator Techniques de la réserve de l'USAF à la base aérienne de Wright Patterson à Dayton, dans l'Ohio.
En 1982, elle prend sa retraite de la Réserve de l'armée de l'air en tant que colonel et, la même année, préside une réunion du WASP.
En 1983, elle complète 30 années de service dans le système scolaire d'Akron (Ohio).
Jean Hixson est morte d'un cancer à 62 ans le 21 septembre 1984.